# Новоспасск (Алексеевский район)
Новоспасск — село в Алексеевском районе Татарстана. Входит в состав Лебединского сельского поселения.

## География
Находится в западной части Татарстана на расстоянии приблизительно 12 км по прямой на юго-запад от районного центра Алексеевское на берегу речки Курналка.

## История
Основана в конце XVII- начале XVIII века. В 1737 здесь была построена церковь Происхождения Честных древ Креста Господня.

## Население
Постоянных жителей было: в 1782 — 378 душ мужского пола, в 1920 — 1443, в 1926 — 1173, в 1938 — 717, в 1949 — 452, в 1958 — 288, в 1970 — 230, в 1979 — 180, в 1989 — 151, в 2002 — 230 (русские 95 %), 212 — в 2010.